# Шохбіка
Шохбі́ка (тадж. Шоҳбика) — село у складі Хатлонської області Таджикистану. Входить до складу Туґарацького джамоату Восейського району.
Село розташоване на річці Кулобдар'я.
Назва села означає «пані Шох». Колишні назви — Шобіка, Шобіка-Пойон.
Населення — 2840 (2010; 2804 в 2009).